# Bloeddrupjes
De bloeddrupjes of bloedvlekvlinders (Zygaenidae) zijn een familie van vlinders uit de superfamilie Zygaenoidea. In deze familie zijn ruim duizend soorten in 170 geslachten benoemd. Het zijn dagactieve vlinders waarvan in Nederland en België 6 soorten voorkomen. De meeste soorten komen uit tropische gebieden.

## Kenmerken
De vlinders hebben voor vijanden een vieze smaak. Gedurende hun hele levenscyclus zijn de bloeddrupjes giftig. Het gif bestaat onder meer uit blauwzuur. De antennes van de bloeddrupjes zijn vaak knotsvorming of getand. Rupsen zijn vaak groen met zwarte stippen.

## Onderfamilies
- Callizygaeninae
- Chalcosiinae
- Procridinae
- Zygaeninae

## In Nederland waargenomen soorten
- Genus: Adscita
  - Adscita statices - (Metaalvlinder)
- Genus: Rhagades
  - Rhagades pruni - (Bruine metaalvlinder)
- Genus: Theresimima
  - Theresimima ampellophaga - (Wingerdmetaalvlinder)
- Genus: Zygaena
  - Zygaena filipendulae - (Sint-jansvlinder)
  - Zygaena lonicerae - (Valse vijfvlek-sint-jansvlinder)
  - Zygaena trifolii - (Vijfvlek-sint-jansvlinder)
  - Zygaena viciae - (Kleine sint-jansvlinder)

## Afbeeldingen

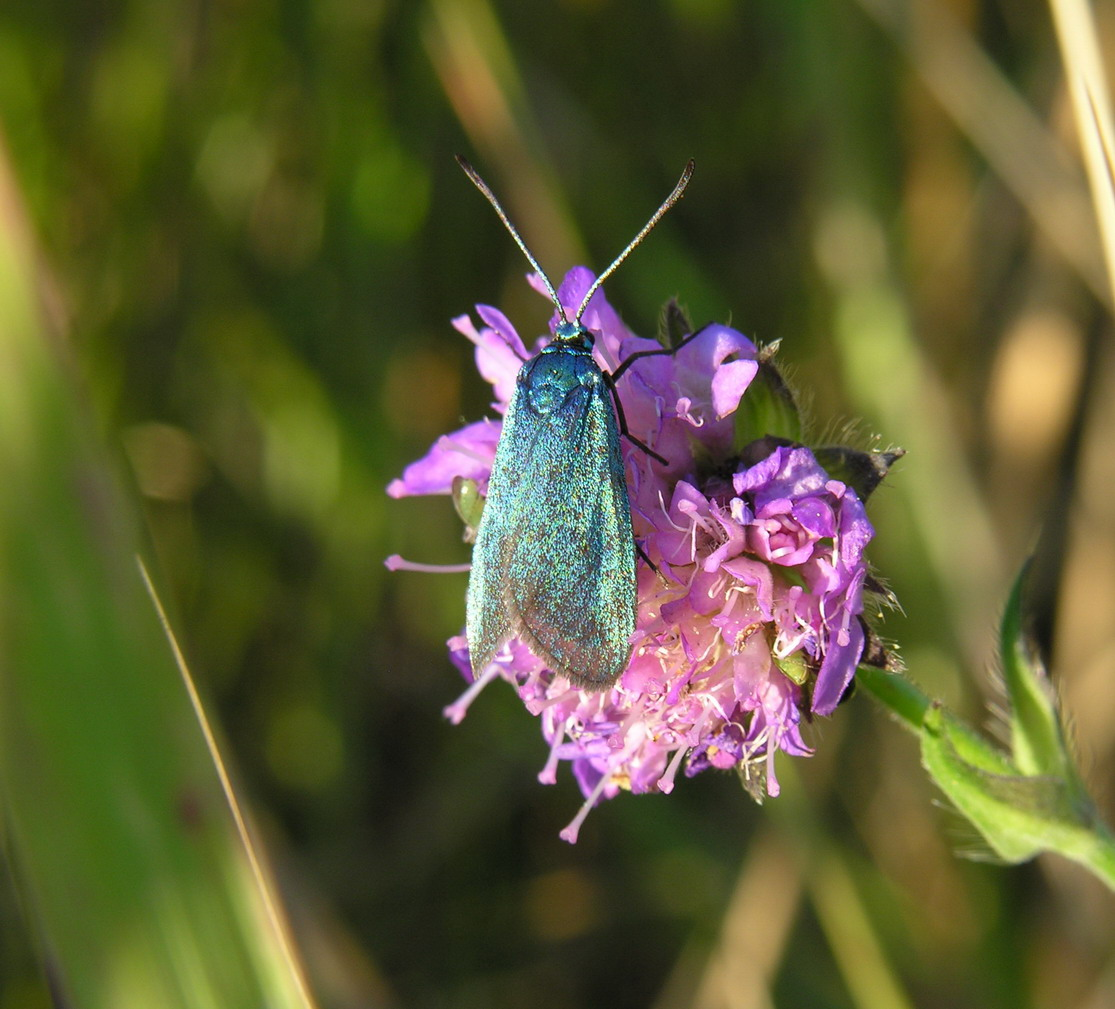
Adscita statices Metaalvlinder
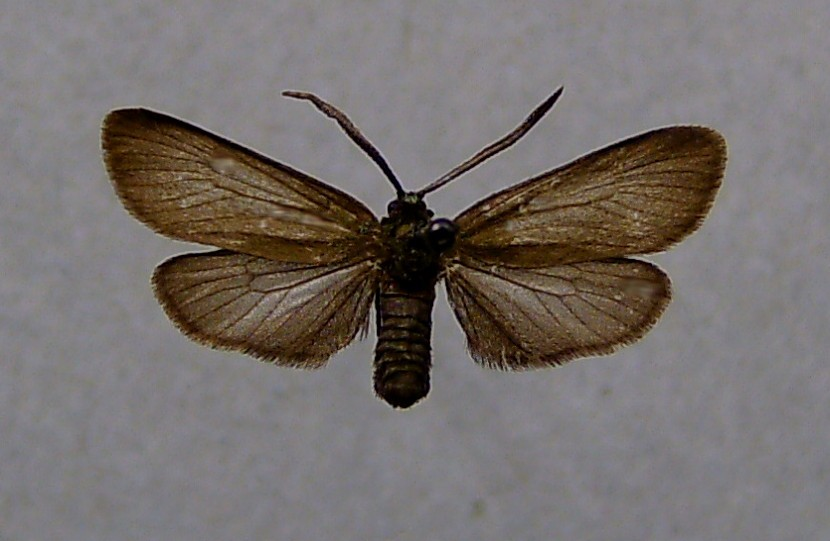
Rhagades pruni Bruine metaalvlinder
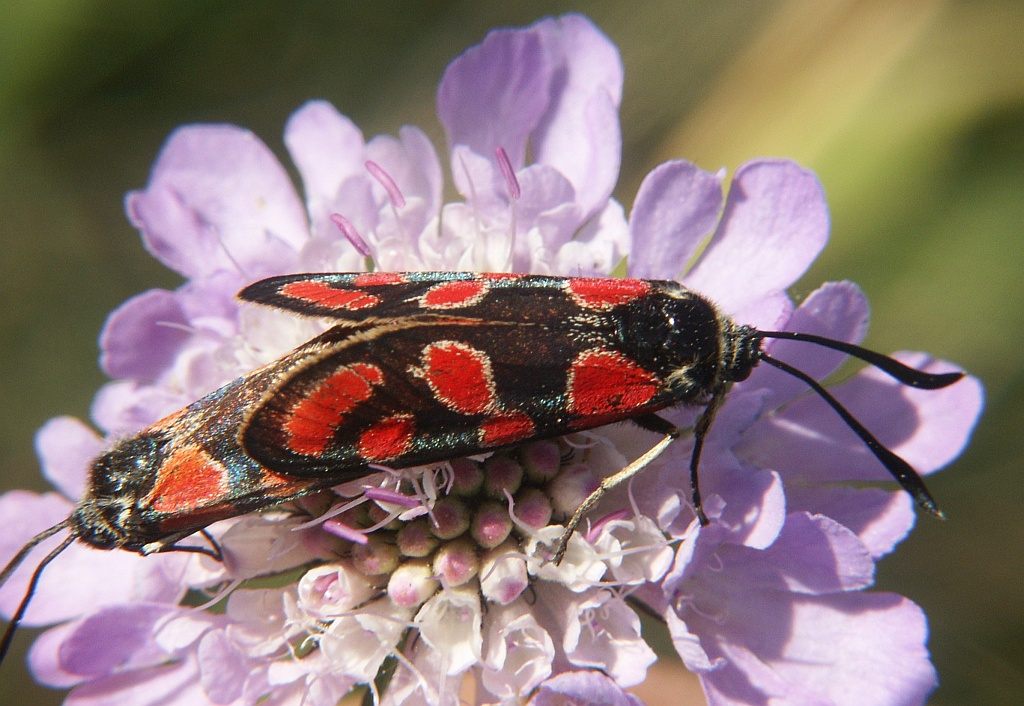
Zygaena carniolica
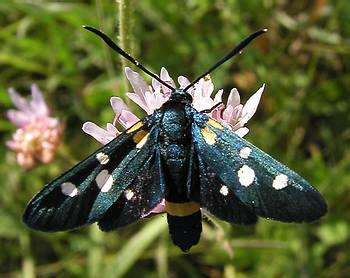
Zygaena ephialtes
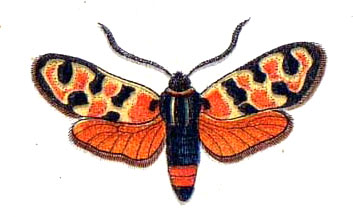
Zygaena fausta
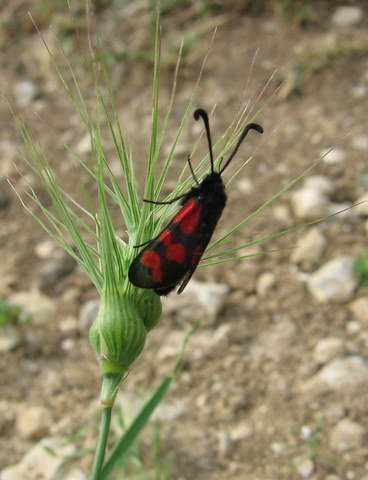
Zygaena graslini
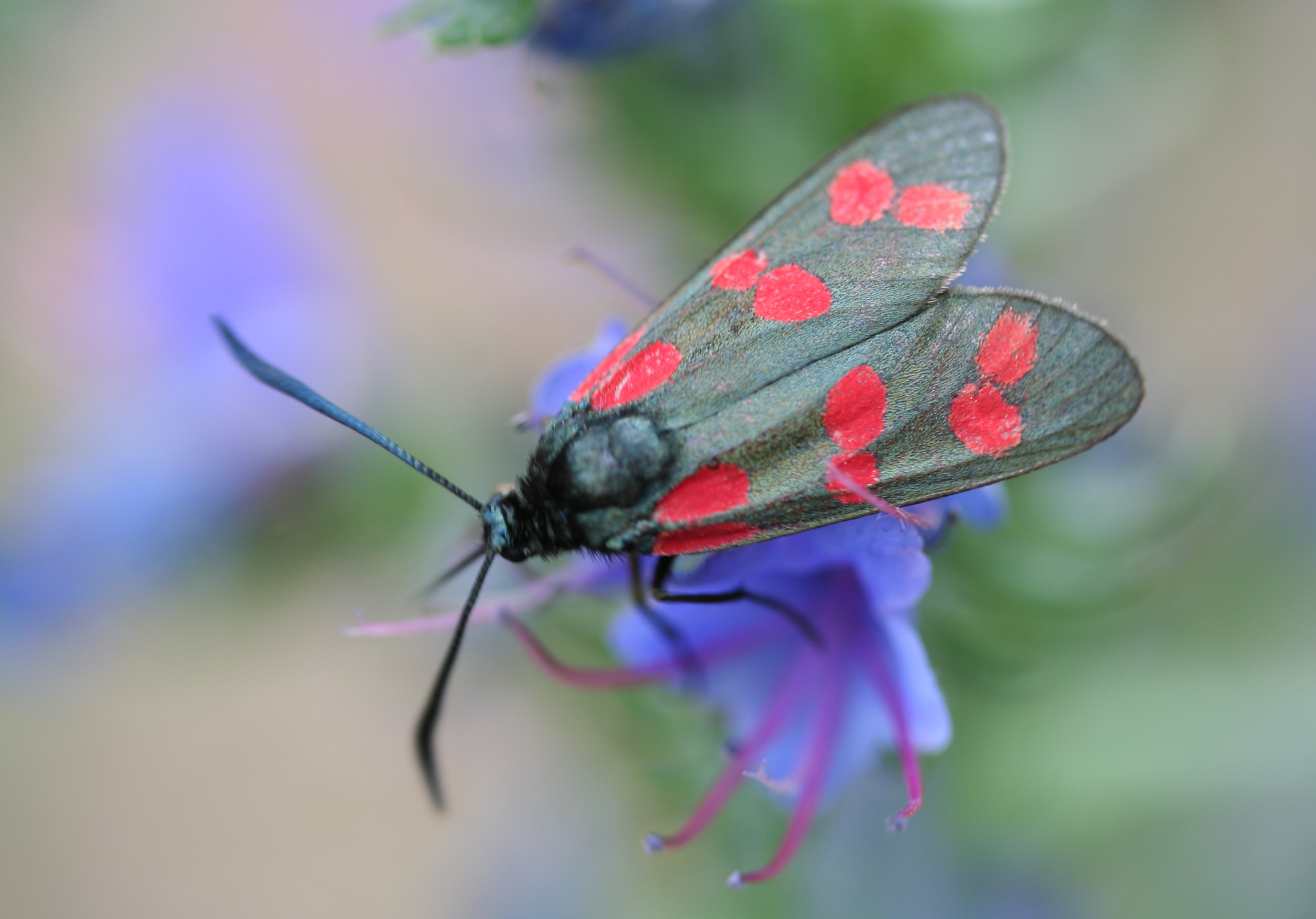
Zygaena filipendulae Sint-jansvlinder
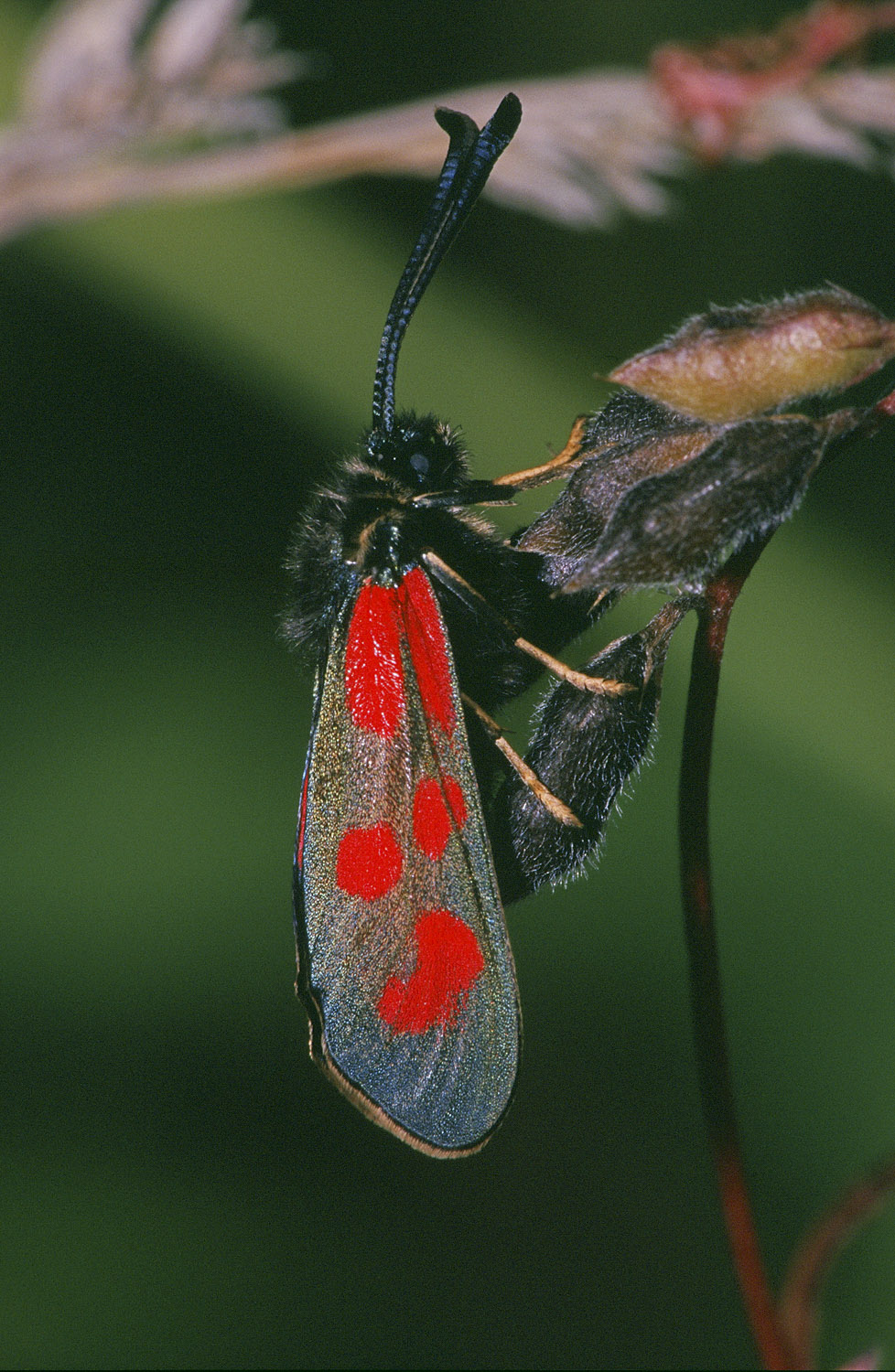
Zygaena loti
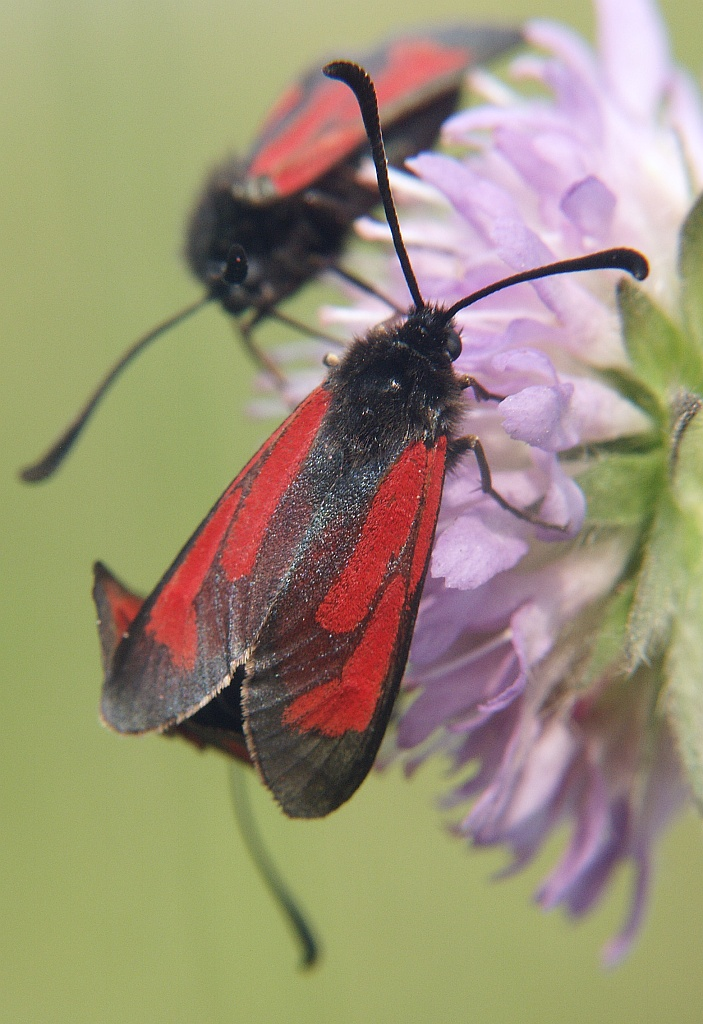
Zygaena minos
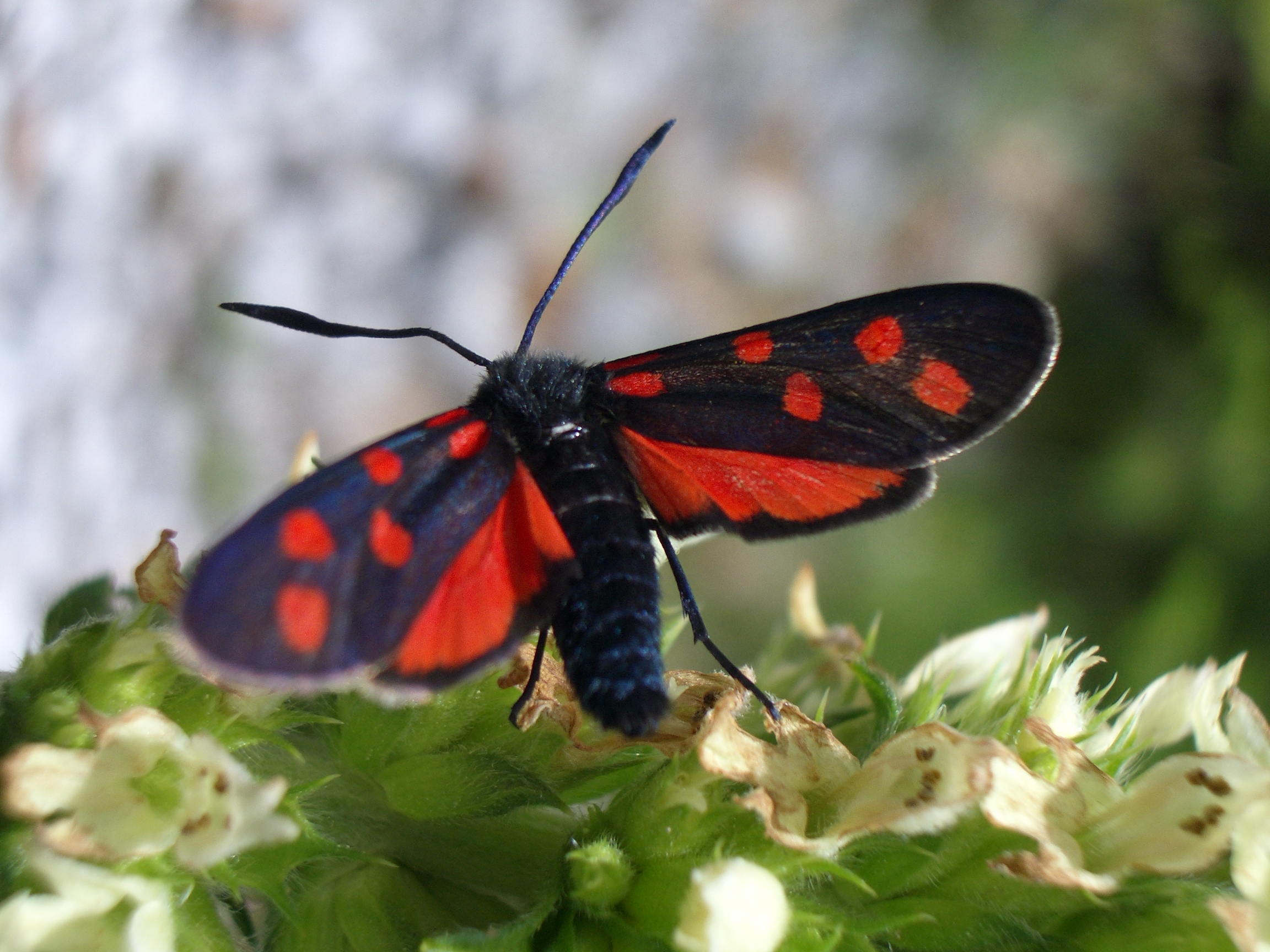
Zygaena transalpina
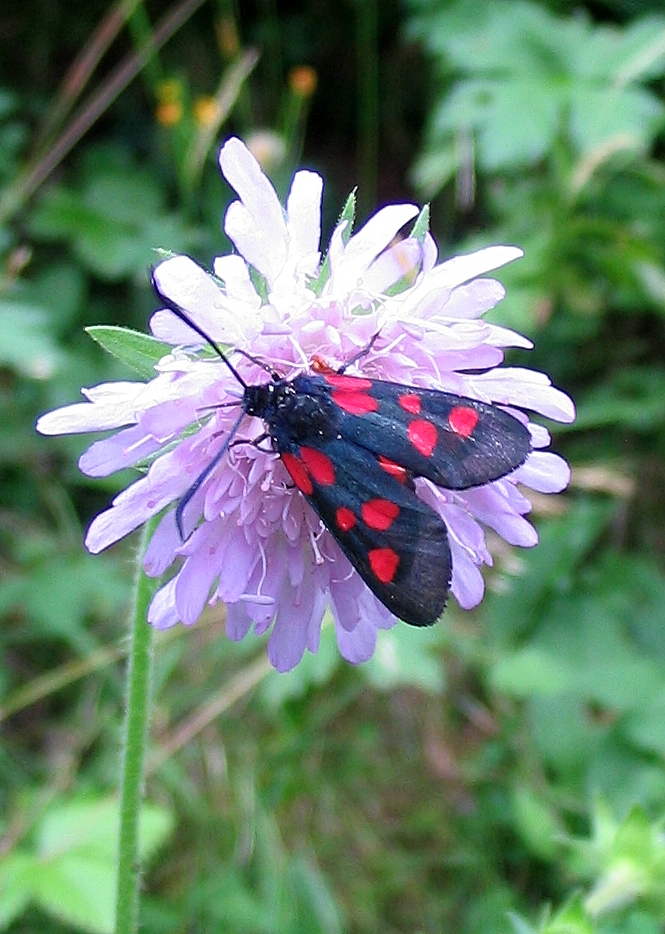
Zygaena trifolii Vijfvlek-sint-jansvlinder
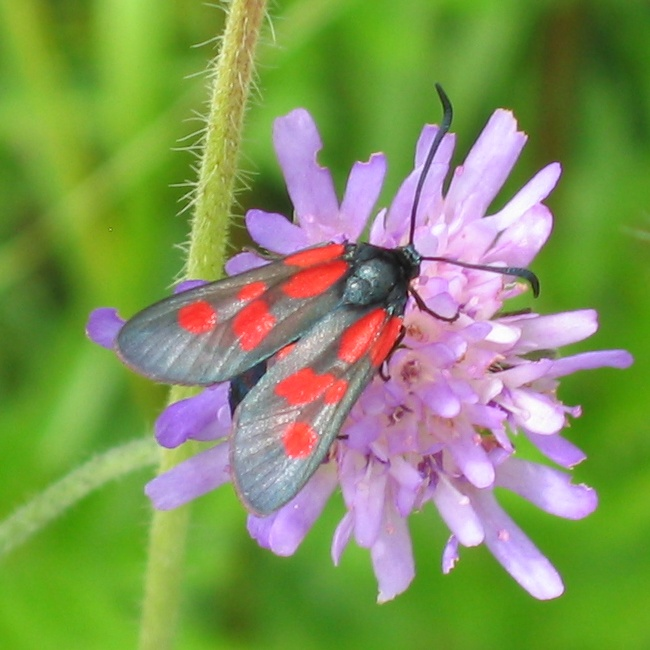
Zygaena viciae Kleine sint-jansvlinder